# 墨點灰蝶
墨點灰蝶（學名：Araragi enthea），又名長尾小灰蝶、癲灰蝶、黑星斑灰蝶、長尾灰蝶。

## 描述
中小型灰蝶，無雌雄二型性，雌雄外型近似，僅差在前足跗節：雄蝶癒合、末端彎尖，雌蝶不癒合。體背褐色、腹面白，頭部被白毛，額有褐斑，複眼具白緣且光滑。觸角深褐，帶白環；口器與下唇鬚深褐，下唇鬚白色，末端深褐、細尖前伸。胸腹背面深褐，腹面白。足白色，跗節有深褐帶紋。
前翅長14-18 mm，呈三角形、外緣略凸，前緣弧形；後翅葉狀，CuA2脈末具絲狀尾突，M1與CuA1脈末端呈角狀。翅背面底色褐色，前翅常見淺色斑紋；腹面白色，佈滿深褐或黑色小斑，後翅後半部斑紋較模糊。中央帶紋由深褐斑點組成，前翅M室斑點向外偏；中室末端各具短條狀斑，基部亦有數枚深斑。亞外緣帶紋由內側褐斑與外側窄帶構成，後翅臀區具橙斑，CuA1室有黑點。緣毛多為白色，前翅緣毛褐色，後翅外緣毛褐、內緣毛白。

## 分佈
世界分布於俄羅斯遠東、朝鮮半島、日本、中國東北、華北、華西、華中及華東、臺灣等地，臺灣見於本島中高海拔山區。

## 棲地
棲息於闊葉林，一年一世代，成蝶於初夏出現，活動於寄主植物樹冠。幼蟲以胡桃科野核桃新芽為食，冬季以卵態越冬，產於寄主植物枝條上。